# 京都市山科区の町名

山科区の位置

京都市山科区の町名（きょうとしやましなくのちょうめい）では、京都市山科区内に存在する公称町名を一覧化するとともに、その成立時期・成立過程等について概説する。

## 区の概要
京都市中心部から東山を越えた東側、滋賀県との県境に位置する。東は滋賀県大津市、北は京都市左京区、西は同市東山区、南は同市伏見区に接する。令和6年（2024年）9月現在、面積28.70平方キロメートル、推計人口は130,855人。
区域は、周囲を如意ヶ嶽、音羽山、醍醐山、東山などの山々に囲まれた盆地（山科盆地）である。区の北寄りを旧東海道が東西に走り、奈良方面への奈良街道も通じるなど、古くから交通の要衝であった。現在もJR東海道本線、東海道新幹線、国道1号、名神高速道路が区内を通っている。区内にはいわゆる観光スポットは少ないが、北部には天智天皇山科陵、毘沙門堂門跡、安祥寺、本圀寺（日蓮宗大本山）などがあり、区南端近くにはともに真言宗本山寺院である勧修寺、随心院がある。
明治22年（1889年）4月の町村制施行で、宇治郡安朱村、上野村、御陵村、日岡村、厨子奥村、竹鼻村、四宮村、髭茶屋町、八軒町、小山村、音羽村、大塚村、西野村、東野村、北花山村、大宅村、椥辻村、上花山村、川田村、勧修寺村、西野山村、栗栖野村、小野村の23町村が合併して宇治郡山科村が成立。大正15年（1926年）10月に町制を施行して宇治郡山科町となるが、5年後の昭和6年（1931年）4月に京都市東山区に編入された。昭和51年（1976年）10月に東山区から旧山科地域を分区して、現在の山科区が成立した。

## 町名の概要

### 町名の数
京都市内の町名には「大原来迎院町」のように旧村名、旧大字名に由来する地名（上記例の場合は「大原」）を冠称するものと、「亀屋町」「菊屋町」のような単独町名とがあるが、山科区内の町名は例外なく、旧大字名（町村制施行前の旧村名）を冠した複合町名である。
区内の公称町名の数は、『角川日本地名大辞典 26 京都府』下巻によれば昭和55年（1980年）現在302町であった。以後、土地区画整理事業に伴う町界の変更はあるが、上述の302町は令和3年（2021年）現在も存続している。なお、昭和59年（1984年）に3町、平成6年（1994年）に1町が新設されているため、令和3年（2021年）現在の町数は306町である。

### 沿革
明治22年（1889年）の町村制施行から、山科区成立までの沿革は既に述べた通りである。宇治郡山科町には安朱、上野、大塚、大宅（おおやけ）、音羽、小野、上花山（かみかざん）、川田、勧修寺、北花山（きたかざん）、栗栖野、小山、四ノ宮（しのみや）、厨子奥、竹鼻、椥辻（なぎつじ）、西野、西野山、八軒、東野、髭茶屋、日ノ岡、御陵（みささぎ）の23の大字が存在したが、これらは昭和6年（1931年）、山科町が当時の東山区に編入した際に計301町に編成された。これらの町名は「山科」の後に旧大字名を冠し、例えば「東山区山科安朱稲荷山町」のように称していたが、昭和51年（1976年）の山科区分区後は「山科」の冠称を廃している。
| 町名の変遷（例）                        | 町名の変遷（例）             |
| --------------------------------------- | ---------------------------- |
| 明治22年（1889年） - 大正15年（1926年） | 宇治郡山科村大字安朱字稲荷山 |
| 大正15年（1926年） - 昭和06年（1931年） | 宇治郡山科町大字安朱字稲荷山 |
| 昭和06年（1931年） - 昭和51年（1976年） | 京都市東山区山科安朱稲荷山町 |
| 昭和51年（1976年） -                    | 京都市山科区安朱稲荷山町     |

「安朱東谷」・「大塚大岩」のように、町名末尾に「町」をつけないものが一部に存在する。これらは山間部などで、昭和6年（1931年）の町名成立時において当該区域内に人家が存在しなかったものである。

## 公称町名一覧

### あ行
| 公称町名 | 町数 |
| --- | ---- |
| 安朱中溝町、安朱北屋敷町、安朱東海道町、安朱馬場ノ西町、安朱馬場ノ東町、安朱南屋敷町、安朱棧敷町、安朱中小路町、安朱山川町、安朱毘沙門堂町、安朱川向町、安朱奥ノ田、安朱山田、安朱堂ノ後町、安朱稲荷山町、安朱屋敷町、安朱東谷                                                                                       | 17   |
| 上野山田、上野寺井町、上野御所ノ内町、上野池ノ下 | 4    |
| 大塚北溝町、大塚向畑町、大塚野溝町、大塚森町、大塚南溝町、大塚高岩、大塚丹田、大塚中溝、大塚西浦町、大塚大岩、大塚葭ケ谷、大塚元屋敷町、大塚檀ノ浦 | 13   |
| 大宅御所田町、大宅古海道町、大宅中小路町、大宅五反畑町、大宅鳥井脇町、大宅辻脇町、大宅御供田町、大宅坂ノ辻町、大宅打明町、大宅烏田町、大宅甲ノ辻町、大宅山田、大宅奥山田、大宅向山、大宅神納町、大宅沢町、大宅棧敷、大宅石郡町、大宅細田町、大宅関生町、大宅早稲ノ内町、大宅御所山、大宅奥山、大宅岩屋殿、大宅堂ノ山 | 25   |
| 音羽乙出町、音羽役出町、音羽初田町、音羽伊勢宿町、音羽千本町、音羽中芝町、音羽森廻リ町、音羽前田町、音羽稲芝、音羽南谷、音羽前出町、音羽草田町、音羽沢町、音羽珍事町、音羽平林町、音羽西林、音羽山等地、音羽八ノ坪、音羽野田町                                                                                       | 19   |
| 小野弓田町、小野葛篭尻町、小野高芝町、小野鐘付田町、小野河原町、小野御霊町、小野荘司町、小野御所ノ内町、小野蚊ケ瀬町、小野西浦 | 10   |

「安朱」を冠する町名は、もとの山科町大字安朱で、昭和6年（1931年）に当時の東山区へ編入された際、17町に編成された。
「上野」を冠する町名は、もとの山科町大字上野で、昭和6年（1931年）に当時の東山区へ編入された際、4町に編成された。これら4町はJR山科駅周辺の3か所に分かれて存在する。
「大塚」を冠する町名は、もとの山科町大字大塚で、昭和6年（1931年）に当時の東山区へ編入された際、13町に編成された。
「大宅」を冠する町名は、もとの山科町大字大宅で、昭和6年（1931年）に当時の東山区へ編入された際、25町に編成された。平成6年（1994年）8月27日、山科南部地区土地区画整理事業による町界変更と町名変更が実施され、大宅神納・大宅沢・大宅石郡・大宅細田・大宅関生・大宅早稲ノ内は町名の末尾に「町」を付すよう改称した。
「音羽」を冠する町名は、もとの山科町大字音羽で、昭和6年（1931年）に当時の東山区へ編入された際、19町に編成された。音羽平林町は地区の東方に離れて存在する飛地となっている。「音羽南谷」は牛尾山法嚴寺（牛尾観音）の所在地だが、地図では「西野東山」と誤って表記されている。
「小野」を冠称する町名は、もとの山科町大字小野で、昭和6年（1931年）に当時の東山区へ編入された際、10町に編成された。平成6年（1994年）8月27日、山科南部地区土地区画整理事業に伴い、小野蚊ケ瀬を小野蚊ケ瀬町と改称した。

### か行
| 公称町名 | 町数 |
| --- | ---- |
| 上花山講田町、上花山花ノ岡町、上花山久保町、上花山旭山町、上花山桜谷、上花山坂尻 | 6    |
| 川田前畑町、川田南畑町、川田西浦町、川田御輿塚町、川田梅ケ谷町、川田御出町、川田中畑町、川田菱尾田、川田土仏、川田岡ノ西、川田南山、川田欠ノ上、川田百々、川田山田、川田岩ケ谷、川田清水焼団地町 | 16   |
| 勧修寺東栗栖野町、勧修寺西栗栖野町、勧修寺繩手町、勧修寺御所内町、勧修寺東出町、勧修寺風呂尻町、勧修寺東北出町、勧修寺西北出町、勧修寺仁王堂町、勧修寺下ノ茶屋町、勧修寺本堂山町、勧修寺丸山町、勧修寺福岡町、勧修寺小松原町、勧修寺南大日町、勧修寺北大日町、勧修寺南谷町、勧修寺東金ケ崎町、勧修寺西金ケ崎、勧修寺平田町、勧修寺閑林寺、勧修寺瀬戸河原町、勧修寺堂田、勧修寺東堂田町、勧修寺泉玉町、勧修寺冷尻、勧修寺柴山、勧修寺南大日、勧修寺北大日 | 29   |
| 北花山河原町、北花山六反田町、北花山寺内町、北花山市田町、北花山西ノ野町、北花山山田町、北花山大峰町、北花山横田町、北花山大林町、北花山中道町、北花山上稚児ケ池、北花山下稚児ケ池 | 12   |
| 栗栖野打越町、栗栖野華ノ木町、栗栖野中臣町、栗栖野狐塚 | 4    |
| 小山御坊ノ内町、小山中島町、小山小川町、小山北溝町、小山姫子町、小山西御所町、小山谷田町、小山松原畑町、小山一石畑、小山北林町、小山鎮守町、小山神無森町、小山中ノ川町、小山南溝町、小山向山、小山長尾、小山下ノ池、小山谷田山、小山大石山、小山北谷 | 20   |

「上花山」を冠する町名は、もとの山科町大字上花山で、昭和6年（1931年）に当時の東山区へ編入された際、6町に編成された。
「川田」を冠する町名は、もとの山科町大字川田で、昭和6年（1931年）に当時の東山区へ編入された際、15町に編成された。昭和44年（1969年）11月15日、清水焼団地協同組合施行土地区画整理事業の換地処分に伴い「川田清水焼団地町」（区画整理直後の名称は「山科川田清水焼団地町」）が新設され、現在は16町である。このうち、「川田欠ノ上」は、まとまった町域でなく、地区内の数か所に飛地状に存在している。川田梅ケ谷町の一部は、昭和51年（1976年）の山科区成立の際、東山区側に残り、東山区今熊野梅ケ谷町となっている。
「勧修寺」を冠する町名は、もとの山科町大字勧修寺で、昭和6年（1931年）に当時の東山区へ編入された際、28町に編成された。平成6年（1994年）8月27日、山科南部地区土地区画整理事業の換地処分に伴い「勧修寺東堂田町」が新設され、現在は29町となっている。またこの時、勧修寺平田・勧修寺瀬戸河原・勧修寺泉玉・勧修寺東金ケ崎は町名の末尾に「町」を付すよう改称した。当該地区にある寺院名は「かじゅうじ」を正式呼称とするが、地名は「かんしゅうじ」である。
「北花山」を冠する町名は、もとの山科町大字北花山で、昭和6年（1931年）に当時の東山区へ編入された際、12町に編成された。
「栗栖野」を冠する町名は、もとの山科町大字栗栖野で、昭和6年（1931年）に当時の東山区へ編入された際、4町に編成された。
「小山」を冠する町名は、もとの山科町大字小山で、昭和6年（1931年）に当時の東山区へ編入された際、20町に編成された。

### さ・た行
| 公称町名 | 町数 |
| --- | ---- |
| 四ノ宮泉水町、四ノ宮南河原町、四ノ宮中在寺町、四ノ宮堂ノ後町、四ノ宮柳山町、四ノ宮垣ノ内町、四ノ宮行者谷、四ノ宮熊ケ谷、四ノ宮山田町、四ノ宮川原町、四ノ宮岩久保町、四ノ宮大将軍町、四ノ宮神田町、四ノ宮泓、四ノ宮鎌手町、四ノ宮奈良野町、四ノ宮新開畑、四ノ宮小金塚、四ノ宮芝畑町 | 19   |
| 厨子奥若林町、厨子奥尾上町、厨子奥矢倉町、厨子奥苗代元町、厨子奥花鳥町、厨子奥長通 | 6    |
| 竹鼻外田町、竹鼻西ノ口町、竹鼻四丁野町、竹鼻地蔵寺南町、竹鼻サイカシ町、竹鼻竹ノ街道町、竹鼻堂ノ前町、竹鼻扇町、竹鼻木ノ本町、竹鼻立原町、竹鼻火打谷、竹鼻忠兵衛谷、竹鼻走リ谷 | 13   |

「四ノ宮」を冠する町名は、もとの山科町大字四ノ宮で、昭和6年（1931年）に当時の東山区へ編入された際、19町に編成された。
「厨子奥」を冠する町名は、もとの山科町大字厨子奥で、昭和6年（1931年）に当時の東山区へ編入された際、6町に編成された。これら6町は区内の3か所に分かれて存在し、厨子奥長通と厨子奥花鳥町は飛地となっている。
「竹鼻」を冠する町名は、もとの山科町大字竹鼻で、昭和6年（1931年）に当時の東山区へ編入された際、13町に編成された。13町のうち3町は区の東方の山間部に位置する飛地である。

### な行
| 公称町名 | 町数 |
| --- | ---- |
| 椥辻番所ケ口町、椥辻平田町、椥辻封シ川町、椥辻東浦町、椥辻西浦町、椥辻中在家町、椥辻草海道町、椥辻池尻町、椥辻東潰、椥辻西潰、椥辻東山                                                                                 | 11   |
| 西野小柳町、西野山階町、西野大手先町、西野様子見町、西野大鳥井町、西野左義長町、西野阿芸沢町、西野離宮町、西野広見町、西野岸ノ下町、西野野色町、西野今屋敷町、西野楳本町、西野櫃川町、西野八幡田町、西野東山、西野後藤 | 17   |
| 西野山桜ノ馬場町、西野山中鳥井町、西野山中臣町、西野山射庭ノ上町、西野山百々町、西野山欠ノ上町、西野山南畑町、西野山中畑町、西野山岩ケ谷町、西野山山田                                                                 | 10   |

「椥辻」を冠する町名は、もとの山科町大字椥辻で、昭和6年（1931年）に当時の東山区へ編入された際、11町に編成された。「椥辻東山」は地図にみえないが、「西野東山」・「東野東山」と同様、区の南東端の山間部に位置する飛地である。
「西野」を冠する町名は、もとの山科町大字西野で、昭和6年（1931年）に当時の東山区へ編入された際、17町に編成された。「西野東山」は区の南東端の山間部に位置する飛地である。
「西野山」を冠する町名は、もとの山科町大字西野山で、昭和6年（1931年）に当時の東山区へ編入された際、10町に編成された。

### は・ま行
| 公称町名 | 町数 |
| --- | ---- |
| 八軒屋敷町 | 1    |
| 東野八反畑町、東野舞台町、東野門口町、東野井ノ上町、東野北井ノ上町、東野中井ノ上町、東野南井ノ上町、東野片下リ町、東野狐薮町、東野百拍子町、東野森野町、東野八代、東野竹田、東野東山 | 14   |
| 髭茶屋屋敷町、髭茶屋桃燈町 | 2    |
| 日ノ岡一切経谷町、日ノ岡夷谷町、日ノ岡鴨土町、日ノ岡朝田町、日ノ岡坂脇町、日ノ岡ホッパラ町、日ノ岡石塚町、日ノ岡堤谷町 | 8    |
| 御陵進藤町、御陵中筋町、御陵鴨戸町、御陵山ノ谷、御陵大津畑町、御陵四丁野町、御陵安祥寺町、御陵田山町、御陵天徳町、御陵平林町、御陵沢ノ川町、御陵鳥ノ向町、御陵檀ノ後、御陵岡ノ西町、御陵池堤町、御陵黒岩、御陵原西町、御陵封ジ山町、御陵大岩、御陵下御廟野町、御陵上御廟野町、御陵久保町、御陵岡町、御陵荒巻町、御陵血洗町、御陵別所町、御陵牛尾町、御陵大谷町、御陵中内町、御陵三蔵町 | 30   |

「八軒」を冠する町名の区域は、もとの宇治郡八軒町で、明治22年（1889年）の町村制施行により山科村（のち山科町）大字八軒となった。大字八軒に属する小字は「屋敷」1つのみで、昭和6年（1931年）に当時の東山区へ編入された際、山科八軒屋敷町となった。
「東野」を冠する町名は、もとの山科町大字東野で、昭和6年（1931年）に当時の東山区へ編入された際、11町に編成された。昭和59年（1984年）、東野井ノ上町の一部を分割して東野北井ノ上町・東野中井ノ上町・東野南井ノ上町となり、現在は14町からなる。「東野東山」は区の南東端の山間部に位置する飛地である。
「髭茶屋」を冠する町名の区域は、もとの宇治郡髭茶屋町で、明治22年（1889年）の町村制施行により山科村（のち山科町）大字髭茶屋となった。大字髭茶屋に属する小字は2つのみで、昭和6年（1931年）に当時の東山区へ編入された際、2町に編成された。
「日ノ岡」を冠する町名は、もとの山科町大字日ノ岡で、昭和6年（1931年）に当時の東山区へ編入された際、8町に編成された。なお、日ノ岡一切経谷町、日ノ岡ホッパラ町、日ノ岡石塚町は地区内の数か所に飛地状に存在する。
「御陵」（みささぎ）を冠する町名は、もとの山科町大字御陵で、昭和6年（1931年）に当時の東山区へ編入された際、30町に編成された。なお、西京区にある「御陵」は「ごりょう」と読む。御陵岡ノ西町と御陵池堤町は地区内の数か所に飛地状に存在する。

## 備考
- 「音羽南谷」は明治時代の地図では「音羽村地」と記され[7]、当地に建つ牛尾山法嚴寺（牛尾観音）の所在地も「京都市山科区音羽南谷1」となっているが[4]、地図上では「西野東山」と誤って表記される。なお、 国勢調査町丁・字等別境界データセットの地図では正しく表示されており[8]、いずれかの時点で地図上での名称が取り違えられたと思われる。[独自研究?]
- 「西野東山」・「東野東山」・「椥辻東山」は区の南東端の山間部に位置し、明治時代の地図では「西野村外二村錯雑地」と記された場所に該当する[7]。『京都市統計書』昭和51年版までは東山区東端地名として「山科椥辻東山」と記されていたが[9]、山科区設置後の『京都市統計書』昭和52年版から平成17年版までは山科区東端地名として「府県界（千頭山附近）」と記され[10]、平成18年版以降は「東野東山」に変更されている[11]。
  - この地（及び伏見区醍醐上山田、醍醐陀羅谷）には日本最大級の山間埋立処分地（一般廃棄物最終処分場）であるエコランド音羽の杜（東部山間埋立処分地）が建設され、平成12年（2000年）4月に供用開始し、京都市内のクリーンセンター（清掃工場）で発生した焼却残灰の埋立処分が行われている[12]。